# 855 Newcombia
855 Newcombia eller 1916 ZP är en asteroid i huvudbältet, som upptäcktes 3 april 1916 av den sovjetiske astronomen Sergej Beljavskij vid Simeiz-observatoriet på Krim. Den har fått sitt namn efter den amerikanske astronomen Simon Newcomb.
Asteroiden har en diameter på ungefär 12 kilometer.